# 1. ŽNL Vukovarsko-srijemska 2005./06.
Prvenstvo je osvojila NK Sladorana Županja i izborila play-off za 4. HNL – Istok, u koji se u konačnici i plasirala. U 2. ŽNL Vukovarsko-srijemsku je ispao NK Lovor Nijemci

## Tablica
| Mj. | Klub                              | Sus. | Pobj. | Nerj. | Por. | GR.   | Bod. |
| --- | --------------------------------- | ---- | ----- | ----- | ---- | ----- | ---- |
| 1.  | NK Sladorana Županja              | 30   | 19    | 7     | 4    | 49:14 | 64   |
| 2.  | NK Bedem Ivankovo                 | 30   | 16    | 8     | 6    | 72:47 | 56   |
| 3.  | NK Mladost Privlaka               | 30   | 14    | 7     | 9    | 49:35 | 49   |
| 4.  | NK Mladost Vođinci                | 30   | 15    | 3     | 12   | 40:38 | 48   |
| 5.  | NK Vuteks-Sloga Vukovar           | 30   | 13    | 7     | 10   | 58:36 | 46   |
| 6.  | NK Nosteria Nuštar                | 30   | 12    | 9     | 9    | 44:28 | 45   |
| 7.  | NK HAŠK Jadran Stari Jankovci     | 30   | 12    | 6     | 12   | 43:35 | 42   |
| 8.  | NK Zrinski Bošnjaci               | 30   | 12    | 4     | 14   | 48:52 | 40   |
| 9.  | NK Mladost Antin                  | 30   | 12    | 3     | 15   | 51:41 | 39   |
| 10. | NK Sremac Ilača                   | 30   | 11    | 5     | 14   | 56:58 | 38   |
| 11. | NK Sinđelić Trpinja               | 30   | 11    | 5     | 14   | 48:53 | 38   |
| 12. | HNK Fruškogorac Ilok              | 30   | 10    | 8     | 12   | 58:71 | 38   |
| 13. | NK Meteor Slakovci                | 30   | 11    | 4     | 15   | 44:50 | 37   |
| 14. | NK Tomislav Cerna                 | 30   | 9     | 8     | 13   | 50:62 | 35   |
| 15. | NK Frankopan Rokovci-Andrijaševci | 30   | 10    | 4     | 16   | 30:70 | 34   |
| 16. | NK Lovor Nijemci                  | 30   | 7     | 4     | 19   | 38:88 | 25   |

## Rezultati
| NK Mladost Antin – NK Mladost Privlaka 1:0 NK Sinđelić Trpinja – NK Lovor Nijemci 4:0 NK Bedem Ivankovo – NK Meteor Slakovci 3:3 NK Vuteks-Sloga Vukovar – NK Mladost Vođinci 2:0 HNK Fruškogorac Ilok – NK Frankopan Rokovci-Andrijaševci 6:2 NK HAŠK Jadran Stari Jankovci – NK Zrinski Bošnjaci 1:0 NK Nosteria Nuštar – NK Tomislav Cerna 3:0 NK Sladorana Županja – NK Sremac Ilača 1:0    | NK Sladorana Županja – NK Nosteria Nuštar 0:0 NK Tomislav Cerna – NK HAŠK Jadran Stari Jankovci 3:1 NK Zrinski Bošnjaci – HNK Fruškogorac Ilok 4:0 NK Frankopan Rokovci-Andrijaševci – NK Vuteks-Sloga Vukovar 0:1 NK Mladost Vođinci – NK Bedem Ivankovo 1:2 NK Meteor Slakovci – NK Sinđelić Trpinja 3:0 NK Lovor Nijemci – NK Mladost Antin 3:0 NK Sremac Ilača – NK Mladost Privlaka 2:1 | NK HAŠK Jadran Stari Jankovci – NK Sladorana Županja 0:3 HNK Fruškogorac Ilok – NK Tomislav Cerna 3:3 NK Vuteks-Sloga Vukovar – NK Zrinski Bošnjaci 3:1 NK Bedem Ivankovo – NK Frankopan Rokovci-Andrijaševci 3:0 NK Sinđelić Trpinja – NK Mladost Vođinci 4:1 NK Mladost Antin – NK Meteor Slakovci 4:1 NK Mladost Privlaka – NK Lovor Nijemci 2:1 NK Nosteria Nuštar – NK Sremac Ilača 1:1    |
| NK Sladorana Županja – HNK Fruškogorac Ilok 2:0 NK Nosteria Nuštar – NK HAŠK Jadran Stari Jankovci 1:0 NK Tomislav Cerna – NK Vuteks-Sloga Vukovar 1:5 NK Zrinski Bošnjaci – NK Bedem Ivankovo 3:5 NK Frankopan Rokovci-Andrijaševci – NK Sinđelić Trpinja 1:1 NK Mladost Vođinci – NK Mladost Antin 1:0 NK Meteor Slakovci – NK Mladost Privlaka 1:2 NK Sremac Ilača – NK Lovor Nijemci 5:4    | NK Vuteks-Sloga Vukovar – NK Sladorana Županja 0:0 HNK Fruškogorac Ilok – NK Nosteria Nuštar 1:0 NK Bedem Ivankovo – NK Tomislav Cerna 3:1 NK Sinđelić Trpinja – NK Zrinski Bošnjaci 1:1 NK Mladost Antin – NK Frankopan Rokovci-Andrijaševci 2:0 NK Mladost Privlaka – NK Mladost Vođinci 3:2 NK Lovor Nijemci – NK Meteor Slakovci 1:0 NK HAŠK Jadran Stari Jankovci – NK Sremac Ilača 3:2 | NK Sladorana Županja – NK Bedem Ivankovo 1:1 NK Nosteria Nuštar – NK Vuteks-Sloga Vukovar 1:1 NK HAŠK Jadran Stari Jankovci – HNK Fruškogorac Ilok 1:1 NK Tomislav Cerna – NK Sinđelić Trpinja 3:1 NK Zrinski Bošnjaci – NK Mladost Antin 3:1 NK Frankopan Rokovci-Andrijaševci – NK Mladost Privlaka 3:0 NK Mladost Vođinci – NK Lovor Nijemci 2:1 NK Sremac Ilača – NK Meteor Slakovci 3:4    |
| NK Sinđelić Trpinja – NK Sladorana Županja 0:3 NK Bedem Ivankovo – NK Nosteria Nuštar 1:2 NK Vuteks-Sloga Vukovar – NK HAŠK Jadran Stari Jankovci 1:1 NK Mladost Antin – NK Tomislav Cerna 6:1 NK Mladost Privlaka – NK Zrinski Bošnjaci 3:0 NK Lovor Nijemci – NK Frankopan Rokovci-Andrijaševci 0:1 NK Meteor Slakovci – NK Mladost Vođinci 1:0 HNK Fruškogorac Ilok – NK Sremac Ilača 0:0    | NK Sladorana Županja – NK Mladost Antin 1:0 NK Nosteria Nuštar – NK Sinđelić Trpinja 4:2 NK HAŠK Jadran Stari Jankovci – NK Bedem Ivankovo 1:2 HNK Fruškogorac Ilok – NK Vuteks-Sloga Vukovar 3:5 NK Tomislav Cerna – NK Mladost Privlaka 1:1 NK Zrinski Bošnjaci – NK Lovor Nijemci 3:1 NK Frankopan Rokovci-Andrijaševci – NK Meteor Slakovci 0:0 NK Sremac Ilača – NK Mladost Vođinci 1:0 | NK Mladost Privlaka – NK Sladorana Županja 1:1 NK Mladost Antin – NK Nosteria Nuštar 0:0 NK Sinđelić Trpinja – NK HAŠK Jadran Stari Jankovci 4:0 NK Bedem Ivankovo – HNK Fruškogorac Ilok 6:1 NK Lovor Nijemci – NK Tomislav Cerna 3:3 NK Meteor Slakovci – NK Zrinski Bošnjaci 4:0 NK Mladost Vođinci – NK Frankopan Rokovci-Andrijaševci 2:0 NK Vuteks-Sloga Vukovar – NK Sremac Ilača 2:0    |
| NK Sladorana Županja – NK Lovor Nijemci 2:1 NK Nosteria Nuštar – NK Mladost Privlaka 1:0 NK HAŠK Jadran Stari Jankovci – NK Mladost Antin 1:0 HNK Fruškogorac Ilok – NK Sinđelić Trpinja 5:2 NK Vuteks-Sloga Vukovar – NK Bedem Ivankovo 0:0 NK Tomislav Cerna – NK Meteor Slakovci 3:0 NK Zrinski Bošnjaci – NK Mladost Vođinci 1:2 NK Sremac Ilača – NK Frankopan Rokovci-Andrijaševci 6:0    | NK Meteor Slakovci – NK Sladorana Županja 0:1 NK Lovor Nijemci – NK Nosteria Nuštar 2:1 NK Mladost Privlaka – NK HAŠK Jadran Stari Jankovci 1:0 NK Mladost Antin – HNK Fruškogorac Ilok 5:1 NK Sinđelić Trpinja – NK Vuteks-Sloga Vukovar 0:3 NK Mladost Vođinci – NK Tomislav Cerna 3:0 NK Frankopan Rokovci-Andrijaševci – NK Zrinski Bošnjaci 1:0 NK Bedem Ivankovo – NK Sremac Ilača 2:1 | NK Sladorana Županja – NK Mladost Vođinci 4:0 NK Nosteria Nuštar – NK Meteor Slakovci 2:0 NK HAŠK Jadran Stari Jankovci – NK Lovor Nijemci 1:1 HNK Fruškogorac Ilok – NK Mladost Privlaka 1:3 NK Vuteks-Sloga Vukovar – NK Mladost Antin 2:1 NK Bedem Ivankovo – NK Sinđelić Trpinja 3:1 NK Tomislav Cerna – NK Frankopan Rokovci-Andrijaševci 2:0 NK Sremac Ilača – NK Zrinski Bošnjaci 3:2    |
| NK Frankopan Rokovci-Andrijaševci – NK Sladorana Županja 1:0 NK Mladost Vođinci – NK Nosteria Nuštar 1:0 NK Meteor Slakovci – NK HAŠK Jadran Stari Jankovci 0:2 NK Lovor Nijemci – HNK Fruškogorac Ilok 3:3 NK Mladost Privlaka – NK Vuteks-Sloga Vukovar 1:1 NK Mladost Antin – NK Bedem Ivankovo 3:0 ↓1 NK Zrinski Bošnjaci – NK Tomislav Cerna 1:1 NK Sinđelić Trpinja – NK Sremac Ilača 0:0 | NK Sladorana Županja – NK Zrinski Bošnjaci 7:0 NK Nosteria Nuštar – NK Frankopan Rokovci-Andrijaševci 1:1 NK HAŠK Jadran Stari Jankovci – NK Mladost Vođinci 0:3 HNK Fruškogorac Ilok – NK Meteor Slakovci 3:2 NK Vuteks-Sloga Vukovar – NK Lovor Nijemci 3:0 NK Bedem Ivankovo – NK Mladost Privlaka 4:3 NK Sinđelić Trpinja – NK Mladost Antin 1:1 NK Sremac Ilača – NK Tomislav Cerna 0:0 | NK Tomislav Cerna – NK Sladorana Županja 1:1 NK Zrinski Bošnjaci – NK Nosteria Nuštar 3:0 NK Frankopan Rokovci-Andrijaševci – NK HAŠK Jadran Stari Jankovci 4:3 NK Mladost Vođinci – HNK Fruškogorac Ilok 5:2 NK Meteor Slakovci – NK Vuteks-Sloga Vukovar 4:1 NK Lovor Nijemci – NK Bedem Ivankovo 1:4 NK Mladost Privlaka – NK Sinđelić Trpinja 3:2 NK Mladost Antin – NK Sremac Ilača 3:1    |
| NK Mladost Privlaka – NK Mladost Antin 2:0 NK Lovor Nijemci – NK Sinđelić Trpinja 2:1 NK Meteor Slakovci – NK Bedem Ivankovo 2:2 NK Mladost Vođinci – NK Vuteks-Sloga Vukovar 1:0 NK Frankopan Rokovci-Andrijaševci – HNK Fruškogorac Ilok 0:2 NK Zrinski Bošnjaci – NK HAŠK Jadran Stari Jankovci 1:0 NK Tomislav Cerna – NK Nosteria Nuštar 1:2 NK Sremac Ilača – NK Sladorana Županja 2:1    | NK Nosteria Nuštar – NK Sladorana Županja 0:2 NK HAŠK Jadran Stari Jankovci – NK Tomislav Cerna 3:1 HNK Fruškogorac Ilok – NK Zrinski Bošnjaci 1:0 NK Vuteks-Sloga Vukovar – NK Frankopan Rokovci-Andrijaševci 5:0 NK Bedem Ivankovo – NK Mladost Vođinci 2:1 NK Sinđelić Trpinja – NK Meteor Slakovci 3:0 NK Mladost Antin – NK Lovor Nijemci 5:0 NK Mladost Privlaka – NK Sremac Ilača 3:0 | NK Sladorana Županja – NK HAŠK Jadran Stari Jankovci 1:0 NK Tomislav Cerna – HNK Fruškogorac Ilok 4:4 NK Zrinski Bošnjaci – NK Vuteks-Sloga Vukovar 4:2 NK Frankopan Rokovci-Andrijaševci – NK Bedem Ivankovo 1:1 NK Mladost Vođinci – NK Sinđelić Trpinja 2:2 NK Meteor Slakovci – NK Mladost Antin 2:0 NK Lovor Nijemci – NK Mladost Privlaka 0:0 NK Sremac Ilača – NK Nosteria Nuštar 1:0    |
| HNK Fruškogorac Ilok – NK Sladorana Županja 0:1 NK HAŠK Jadran Stari Jankovci – NK Nosteria Nuštar 3:0 NK Vuteks-Sloga Vukovar – NK Tomislav Cerna 1:3 NK Bedem Ivankovo – NK Zrinski Bošnjaci 3:0 NK Sinđelić Trpinja – NK Frankopan Rokovci-Andrijaševci 5:1 NK Mladost Antin – NK Mladost Vođinci 1:1 NK Mladost Privlaka – NK Meteor Slakovci 3:0 NK Lovor Nijemci – NK Sremac Ilača 5:4    | NK Sladorana Županja – NK Vuteks-Sloga Vukovar 2:1 NK Nosteria Nuštar – HNK Fruškogorac Ilok 1:1 NK Tomislav Cerna – NK Bedem Ivankovo 1:1 NK Zrinski Bošnjaci – NK Sinđelić Trpinja 3:1 NK Frankopan Rokovci-Andrijaševci – NK Mladost Antin 2:0 NK Mladost Vođinci – NK Mladost Privlaka 2:1 NK Meteor Slakovci – NK Lovor Nijemci 1:0 NK Sremac Ilača – NK HAŠK Jadran Stari Jankovci 0:0 | NK Bedem Ivankovo – NK Sladorana Županja 1:1 NK Vuteks-Sloga Vukovar – NK Nosteria Nuštar 0:0 HNK Fruškogorac Ilok – NK HAŠK Jadran Stari Jankovci 1:1 NK Sinđelić Trpinja – NK Tomislav Cerna 3:1 NK Mladost Antin – NK Zrinski Bošnjaci 3:0 NK Mladost Privlaka – NK Frankopan Rokovci-Andrijaševci 2:0 NK Lovor Nijemci – NK Mladost Vođinci 1:0 NK Meteor Slakovci – NK Sremac Ilača 3:0 ↓2 |
| NK Sladorana Županja – NK Sinđelić Trpinja 2:0 NK Nosteria Nuštar – NK Bedem Ivankovo 4:2 NK HAŠK Jadran Stari Jankovci – NK Vuteks-Sloga Vukovar 1:0 NK Tomislav Cerna – NK Mladost Antin 5:3 NK Zrinski Bošnjaci – NK Mladost Privlaka 2:2 NK Frankopan Rokovci-Andrijaševci – NK Lovor Nijemci 4:1 NK Mladost Vođinci – NK Meteor Slakovci 1:0 NK Sremac Ilača – HNK Fruškogorac Ilok 6:2    | NK Mladost Antin – NK Sladorana Županja 0:1 NK Sinđelić Trpinja – NK Nosteria Nuštar 1:0 NK Bedem Ivankovo – NK HAŠK Jadran Stari Jankovci 3:2 NK Vuteks-Sloga Vukovar – HNK Fruškogorac Ilok 2:3 NK Mladost Privlaka – NK Tomislav Cerna 2:0 NK Lovor Nijemci – NK Zrinski Bošnjaci 3:2 NK Meteor Slakovci – NK Frankopan Rokovci-Andrijaševci 3:1 NK Mladost Vođinci – NK Sremac Ilača 2:0 | NK Sladorana Županja – NK Mladost Privlaka 2:1 NK Nosteria Nuštar – NK Mladost Antin 2:0 NK HAŠK Jadran Stari Jankovci – NK Sinđelić Trpinja 1:0 HNK Fruškogorac Ilok – NK Bedem Ivankovo 1:1 NK Tomislav Cerna – NK Lovor Nijemci 5:1 NK Zrinski Bošnjaci – NK Meteor Slakovci 3:2 NK Frankopan Rokovci-Andrijaševci – NK Mladost Vođinci 1:0 NK Sremac Ilača – NK Vuteks-Sloga Vukovar 2:4    |
| NK Lovor Nijemci – NK Sladorana Županja 0:1 NK Mladost Privlaka – NK Nosteria Nuštar 1:1 NK Mladost Antin – NK HAŠK Jadran Stari Jankovci 1:0 NK Sinđelić Trpinja – HNK Fruškogorac Ilok 2:0 NK Bedem Ivankovo – NK Vuteks-Sloga Vukovar 2:0 NK Meteor Slakovci – NK Tomislav Cerna 2:0 NK Mladost Vođinci – NK Zrinski Bošnjaci 1:0 NK Frankopan Rokovci-Andrijaševci – NK Sremac Ilača 3:1    | NK Sladorana Županja – NK Meteor Slakovci 1:1 NK Nosteria Nuštar – NK Lovor Nijemci 5:0 NK HAŠK Jadran Stari Jankovci – NK Mladost Privlaka 3:0 HNK Fruškogorac Ilok – NK Mladost Antin 2:1 NK Vuteks-Sloga Vukovar – NK Sinđelić Trpinja 0:1 NK Tomislav Cerna – NK Mladost Vođinci 2:0 NK Zrinski Bošnjaci – NK Frankopan Rokovci-Andrijaševci 6:0 NK Sremac Ilača – NK Bedem Ivankovo 5:2 | NK Mladost Vođinci – NK Sladorana Županja 2:1 NK Meteor Slakovci – NK Nosteria Nuštar 1:2 NK Lovor Nijemci – NK HAŠK Jadran Stari Jankovci 0:7 NK Mladost Privlaka – HNK Fruškogorac Ilok 4:2 NK Mladost Antin – NK Vuteks-Sloga Vukovar 2:1 NK Sinđelić Trpinja – NK Bedem Ivankovo 2:1 NK Frankopan Rokovci-Andrijaševci – NK Tomislav Cerna 3:1 NK Zrinski Bošnjaci – NK Sremac Ilača 3:1    |
| NK Sladorana Županja – NK Frankopan Rokovci-Andrijaševci 3:0 NK Nosteria Nuštar – NK Mladost Vođinci 1:2 NK HAŠK Jadran Stari Jankovci – NK Meteor Slakovci 2:0 HNK Fruškogorac Ilok – NK Lovor Nijemci 5:0 NK Vuteks-Sloga Vukovar – NK Mladost Privlaka 0:0 NK Bedem Ivankovo – NK Mladost Antin 3:0 NK Tomislav Cerna – NK Zrinski Bošnjaci 0:1 NK Sremac Ilača – NK Sinđelić Trpinja 3:2    | NK Zrinski Bošnjaci – NK Sladorana Županja 1:0 NK Frankopan Rokovci-Andrijaševci – NK Nosteria Nuštar 0:9 NK Mladost Vođinci – NK HAŠK Jadran Stari Jankovci 1:1 NK Meteor Slakovci – HNK Fruškogorac Ilok 4:0 NK Lovor Nijemci – NK Vuteks-Sloga Vukovar 2:5 NK Mladost Privlaka – NK Bedem Ivankovo 4:0 NK Mladost Antin – NK Sinđelić Trpinja 6:0 NK Tomislav Cerna – NK Sremac Ilača 3:2 | NK Sladorana Županja – NK Tomislav Cerna 3:0 NK Nosteria Nuštar – NK Zrinski Bošnjaci 0:0 NK HAŠK Jadran Stari Jankovci – NK Frankopan Rokovci-Andrijaševci 4:0 HNK Fruškogorac Ilok – NK Mladost Vođinci 4:1 NK Vuteks-Sloga Vukovar – NK Meteor Slakovci 7:0 NK Bedem Ivankovo – NK Lovor Nijemci 9:1 NK Sinđelić Trpinja – NK Mladost Privlaka 2:0 NK Sremac Ilača – NK Mladost Antin 4:2    |